# Himalayajaarvogel
De himalayajaarvogel (Aceros nipalensis) is een neushoornvogel die voorkomt in grote delen van noordoost India en aangrenzende landen in het noorden en oosten tot in Indochina. De vogel werd in 1829 door de Britse onderzoeker Brian Houghton Hodgson beschreven.

## Beschrijving
De himalaja-jaarvogel is gemiddeld 117 cm lang en lijkt op afstand geheel zwart. In vlucht zijn de vleugels alleen aan de uiteinden van de handpennen wit en het achterste deel van de staart is wit. Het mannetje heeft een kastanjebruine kop, hals en borst en een gele snavel. Het vrouwtje is helemaal zwart op de hals en borst en zij is bleekblauw op de onbevederde huid van de kop.

## Verspreiding en leefgebied
De himalayajaarvogel komt voor in Bhutan, noordoost India, Myanmar, zuidelijk Yunnan, zuidoost Tibet, Thailand, Laos en Vietnam. Het leefgebied is tropische loofbos in heuvelland en middengebergte op een hoogte tussen de 600 en 1800 m boven de zeespiegel; de vogel wordt ook wel waargenomen in droge bosgebieden.

## Status
In Nepal is de himalayajaarvogel uitgestorven en in Vietnam waarschijnlijk ook. In Thailand en de overige landen, behalve Bhutan, komt deze vogel nog voornamelijk voor in oerwoudreservaatgebieden. De grootte van de populatie is in 2016 geschat op 7000-10.000 volwassen vogels. De himalayajaarvogel heeft erg te lijden door houtkap en het omzetten van oerwoud in bouwland en plantages, bovendien is er (illegale) jacht op deze vogels. Daarom staat deze vogel als "kwetsbaar" op de internationale rode lijst.